# Amphipogon
Amphipogon je  biljni rod iz porodice trava koji se sastoji od devet vrsta trajnica sa australskog kontinenta

## Vrste
1. Amphipogon amphipogonoides (Steud.) Vickery
2. Amphipogon avenaceus R.Br.
3. Amphipogon caricinus F.Muell.
4. Amphipogon debilis R.Br.
5. Amphipogon laguroides R.Br.
6. Amphipogon sericeus (Vickery) T.D.Macfarl.
7. Amphipogon setaceus (R.Br.) T.D.Macfarl.
8. Amphipogon strictus R.Br.
9. Amphipogon turbinatus R.Br.

## Sinonimi
- Diplopogon R.Br.
- Dipogonia P.Beauv.
- Gamelythrum Nees
- Pentacraspedon Steud.